# Assa Abloy
Assa Abloy AB är en multinationell koncern inom lås-, säkerhet och dörrlösningar, och finns totalt i 70 länder. Koncernen bildades i november 1994 genom sammanslagning av svenska säkerhetskoncernen Securitas låsverksamhet Assa och finländska Metras låsdel Abloy. Securitas delade ut sin andel i Assa till sina egna aktieägare. Samtidigt köptes Abloy in genom en riktad nyemission där Metras aktieägare fick betalt med aktier i det nya sammanslagna bolaget.  Den 8 november 1994 noterades Assa Abloy på Stockholmsbörsens O-lista.
Sedan Assa Abloy bildades har koncernen vuxit från tre till drygt 95 miljarder SEK i omsättning genom både organisk och förvärvad tillväxt. Tillväxten har skett under kontinuerlig lönsamhet.
Under 2023 uppgick de totala utsläppen av växthusgaser för Assa Abloy till 16 856 332 ton koldioxidekvivalenter, varav 60 243 ton i scope 1, 166 908 ton i scope 2 och 16 629 181 ton i scope 3.
Koncernen har idag 51 000 medarbetare och en marknadsandel på drygt 10 procent. Koncernen finns representerad i alla stora regioner, med ledande positioner i större delen av Europa, Nordamerika och Australien. Huvudkontoret är beläget på Klarabergsviadukten 90 i Stockholm.

## Organisation
Assa Abloy har fem divisioner – Emeia, Americas, Asia-Pacific, Global Technologies och Entrance Systems.
- Division Emeia verkar i Europa, Mellanöstern, Indien och Afrika. Divisionsledningen är placerad i London i Storbritannien.
- Division Americas verkar i Nord- och Sydamerika. Divisionsledningen är placerad i New Haven i Connecticut i USA.
- Division Asia-Pacific verkar i Asien och Oceanien. Divisionsledningen är placerad i Hongkong i Kina.
- Division Global Technologies verkar globalt. Affärsenheten HID Global tillverkar och säljer produkter för elektronisk passerkontroll, säkert utfärdande av kort och identifieringsteknologi. Affärsenheten Assa Abloy Hospitality tillverkar, säljer och servar elektroniska låsprodukter och programvaror för hotell och kryssningsfartyg.
- Division Entrance Systems tillverkar, säljer och servar automatiska dörrsystem. Divisionsledningen är placerad i Landskrona i Sverige.
Entrance Systems bildades 2006 genom uppköp och sammanslagningar och omfattar produkter med varumärkena Besam (sedan 2002), Crawford, Megadoor (båda sedan 2011) och Albany (sedan 2012).[4] Crawford med varumärket Allhabo har en bakgrund i Allmänna Handelsaktiebolaget (Allhabo) och en tillverkning av garagedörrar sedan 1950-talet.

Den danska firman Ruko A/S är en del av Assa Abloy. Den 1 november 2018 ändrades namnet till ASSA ABLOY Opening Solutions Denmark A/S.

## De största förvärven
- Förvärv av Yale - Assa Abloy köpte i mars 2000 brittiska Yale för 11,4 miljarder kr. En del av köpeskillingen betalades med utgivande av egna aktier.[2]
- Förvärv av Cardo - Assa Abloy köpte i december 2010 aktiemajoriteten i industrikoncernen Cardo med tillverkning av bland annat industri- och garageportar och pumpar av L E Lundbergföretagen, och lade ett bud på resterande aktier.[5] Förvärvet av Cardo slutförs 2011 och ingår därmed i koncernen som Crawford.[6]

## Produktkategorier
- Mekaniska låsprodukter. Identifierar tillgång med nyckel och cylinder samt en blockeringsmekanism. Exempel: dörrlås, reglar, kamlås, instickslås, hänglås, dörrhandtag och utrymningsbeslag.
- Elektromekaniska och elektroniska lås. Exempel: elektriska instickslås för högsäkerhetsapplikationer i dörrar med grund dörrprofil och dörrar av modulutförande, elektriska slutbleck, elektromagnetiska lås, elektroniska hotellås, utrymningsbeslag.
- Hänglås. För högsäkerhetslås i industri och tillverkning, i gruvdrift, på flygplatser. Enkla hänglås för privat bruk. Hänglås finns även som kombinationslås. Identifiering sker då med sifferkombination.
- Passersystem. För fysisk kontroll eller logisk kontroll av identitet. Kan vara elektroniskt, trådlöst med WiFi, eller internetbaserat. Vanligt i byggnader med hög genomströmning av människor.
- Mobila nycklar: NFC-kompatibla smarttelefoner för identifiering och passerkontroll. Virtuella nycklar skapas och skickas av teknologisystemet Seos för öppning av digitala lås med NFC-teknologi.
- Dörrautomatik. Karuselldörrar, slagdörrar, skjutdörrar, luftridåer, galler och jalusier, garageportar och automatiska industriportar som hangarportar, takskjutportar, snabbrullportar och vikportar samt dockningssystem och för handel och logistik.
- Dörrstängare. Stänger dörren automatiskt efter genomgång. Det finns ytmonterade dörrstängare, dolda dörrstängare, dörrhållare, golvstängare, dörrstängare för specialdörrar och elektromekanisk dörrautomatik.
- Utrymningsbeslag och panikbeslag. Håller inpasseringen utifrån begränsad för obehöriga. Tillåter fri utgång i akuta situationer som brand. Panikbeslaget kan vara en tryckstång eller ett lås som öppnas med ett handgrepp.
- Hotellås. Elektroniska lås, RFID-lås, NFC-lås, hotellrumskassaskåp. Energistyrningssystem för koppling till hotellets låssystem. Identifiering sker med smarta kort, magnetkort, mobiltelefon med NFC.
- Säkerhetsdörrar. Brandklassade, stormsäkra, sprängningssäkra, elektroniska säkerhetsdörrar och karmar.

Källa:

## Historia
- 1994 – ASSA ABLOY bildas genom en sammanslagning av svenska ASSA och finska Abloy. Det nya bolaget noteras på Stockholms Fondbörs den 8 november 1994.
- 1996 – Förvärvet av Essex placerar Assa Abloy på den elektroniska säkerhetsmarknaden i USA.
- 1997 – Den franska låskoncernen Vachette förvärvas, med enheterna Vachette, JPM, Laperche och Bezault i Frankrike och Litto i Belgien.
- 1998 – Expansion i Nordamerika genom förvärv av Medeco. Kontor öppnas i Kina och förvärv av Precise Security Supplies i Hongkong.
- 1999 – Förvärvar tillverkaren av högsäkerhetslås Mul-T-Lock i Israel. Genom förvärvet av det tyska bolaget effeff får ASSA ABLOY en bra ställning på marknaden för elektromekaniska lås. Andra förvärv är Lockwood i Australien och Fichet i Frankrike, tillverkare av högsäkerhetslås. Förvärv av Sveriges näst största låsgrossist AKI, Aktiebolaget KÅFS Industrier.
- 2000 – Den globala låskoncernen Yale Intruder Security förvärvas. Förvärvet av HID adderar leverantörlösningar för säker, elektronisk identifiering och passerkontroll till produktportföljen.
- 2001 – Assa Abloy deltar i segeltävlingen Volvo Ocean Race. Bland förvärv finns Interlock i Nya Zeeland och TESA i Spanien.
- 2002 – Förvärvar det svenska företaget Besam som levererar dörrautomatik för fotgängare. Assa Abloys båt tar en andraplats i Volvo Ocean Race.
- 2003 – Carl-Henric Svanberg lämnar sin befattning som VD och koncernchef för Assa Abloy för en position som VD och koncernchef för telekombolaget Ericsson, och ersätts av Bo Dankis.
- 2004 – Lanserar teknologin Hi-O, utvecklad av Assa Abloy för nätverksstyrda passersystem och elektroniska dörrar. Förvärvar Security Merchants Group i Australien och Nya Zeeland.
- 2005 – Bo Dankis lämnar sin befattning som VD och koncernchef för Assa Abloy och ersätts av Johan Molin, tidigare ordförande för industrikoncernen Nilfisk-Advance Nilfisk. Förvärv av merparten av Wangli, en ledande tillverkare av högsäkerhetsdörrar och -lås i Kina.
- 2006 – Förvärv av Fargo Electronics som utvecklar system för säkert utfärdande av kontokort, betalkort, kreditkort och ID-kort.
- 2007 – Förvärv av bland annat Baodean i Kina och iRevo i Sydkorea, en viktig aktör inom digitala dörrlås. Ny varumärkesstrategi lanseras med ASSA ABLOY som huvudvarumärke.
- 2008 – Teknologin Aperio lanseras med vilken mekaniska lås kan kopplas trådlöst till befintliga passersystem. Förvärv av bland Beijing Tianming och Shenfei i Kina, Gardesa och Valli&Valli i Italien, Copiax i Sverige, Cheil i Sydkorea och Rockwood i USA.
- 2009 – Efter 15 år är koncernen nästan 10 gånger större än 1994. Det italienska bolaget Ditec Group, med tillverkning av produkter för entréautomatik som sektions-dörrar, höghastighets-dörrar, portar och spärrar förvärvas.
- 2010 – En heltäckande mobil-nyckel-tjänst med NFC-teknologi, Assa Abloy Mobile Keys, lanseras. Aktiemajoriteten i industrikoncernen Cardo med tillverkning av bland annat industri- och garageportar och pumpar av L E Lundbergföretagen förvärvas, och bud läggs på resterande aktier.[5] Andra förvärv är Pan Pan, Kinas största tillverkare av högsäkerhetsdörrar av stål, King Door Closers, tillverkare av dörrstängare i Sydkorea, Paddock i Storbritannien samt ActivIdentity, Security Metal Products och LaserCard i USA. Förvärv av andel i Agta Record i Schweiz.
- 2011 – Förvärvet av Cardo slutförs och bolaget går in i koncernen som Crawford.[6] FlexiForce förvärvas, och båda bolagen utvidgar Assa Abloys kunderbjudande inom industriportar, dockningssystem och garageportar.
- 2012 – Förvärv i USA: 4Front i USA, leverantör av dockningssystem lösningar, Manufacturing Inc., tillverkare av inredning aluminiumramar och -dörrar, och Albany dörrsystem, snabba industriella dörrlösningar. I Kina: Sanhe Metall, tillverkare av brand- och säkerhetsdörrar och Shandong Guoqiang Hårdvara, fönsterbeslagsprodukter. I Storbritannien: Securistyle Group Holdings Limited och Traka. Kanada: Helton. Seos, ett ekosystem med NFC för att ersätta nycklar med mobiltelefoner, lanseras.
- 2013 – Forbes listar Assa Abloy som nummer 78 bland världens mest innovativa företag.[8] Förvärv: Mercor SA i Polen, tillverkare av brand- och säkerhetsdörrar;[9] Ameristar i USA, tillverkare av högsäkerhetsstaket och grindar:[10] Amarr, tillverkare av vikportar.[11]
- 2014 – Förvärv: IdenTrust i USA, digital autentisering;[12] Lumidigm i USA, biometrisk identifiering.[13] Forbes listar Assa Abloy som nummer 93 bland världens mest innovativa företag.[14]
- 2015 – Förvärv: MSL i Schweiz, innovativa lås;[15] Quantum Secure i USA, identifiering;[16] Teamware i Malaysia, lås och beslag;[17] L-Door i Belgium, vikportar;[18] Flexim i Finland, låssmed;[19] Prometal Group i Förenade Arabemiraten, säkerhetsdörrar.[20]
- 2016 – Förvärv: Nassau i Danmark, industriella takskjutportar; Construction Specialties i Mexico, dockningsprodukter, takskjutportar och snabbportar; Mauer i Bulgarien, cylindrar och lås; Trojan Holdings i Storbritannien, beslag för dörrar och fönster samt DemoTeller, Lighthouse, Greenville och Bluvision i USA.
- 2017 – August Home i USA, smarta lås; Arjo Systems SAS i Frankrike, fysiska och digitala identitetslösningar; SMI (Shree Mahavir Metalcraft) i Indien, lås och beslag; Mercury Security i USA, OEM-leverantör av styrsystem för fysisk passkontroll.
- 2018 – Johan Molin lämnar sin befattning som VD och koncernchef för Assa Abloy och ersätts av Nico Delvaux.

Källa:

## Kontroverser
- Assa Abloy äger den kalifornienbaserade smartkortstillverkaren HID Global, som i februari 2007 med hot om stämning för patentintrång tvingade forskaren Chris Paget att ställa in ett föredrag på säkerhetskonferensen Black Hat Federal som skulle avslöjat säkerhetsbrister i HID:s produkter.[22]
- En stor del av Assa Abloys tillverkning ligger i Rumänien och Mexiko. Vittnesmål från anställda visar bland annat på brister i arbetsmiljön och respekten för de anställdas rätt att organisera sig fackligt. De anställda i Assa Abloys fabrik i Bukarest, Rumänien, berättar år 2005 att de utsätts för skadliga kemikalier utan fullgod skyddsutrustning och får inte tillräcklig utbildning om hälsa- och säkerhet.[23][24]. Under senare år har Assa Abloy investerat i lokaler och utvecklat verksamheten bland annat genom Leanmetoder.[25] I en medarbetarundersökning från 2010 hade Assa Abloy i Rumänien den största förbättringen i koncernen.[26] Under 2012 visade en oberoende revision som gjordes på enheterna i Rumänien på stora framsteg på kort tid.[27]
- 2008 köper Assa Abloy Sveriges samt Skandinaviens största lås- och säkerhetsgrossist Copiax. Då detta ansågs skada konkurrensen försökte Konkurrensverket utan framgång stoppa affären. Konkurrensverket fick för första gången sedan lagen trädde i kraft 1993 hota om vite för att få in alla handlingar och dokument. De uppgifter som då kom in saknades i förvärvsanmälan.[28][29]
- Assa Evo-skandalen – Under 2008 spreds filmer på Youtube som visade hur man på några sekunder kunde dyrka upp det storsäljande låset Assa Evo. Assa lät trots detta försäljningen fortgå, och först efter att TV-programmet Uppdrag granskning uppmärksammat det bristfälliga låset stoppade Assa försäljningen.[30][31] Pressen mot Assa blev mycket stor och företaget tvingades så småningom att ersätta Evo-köpare med en slutnota på 77 miljoner kronor.[32] Samtliga kunder med låset erbjöds kostnadsfritt ett L-järn som brytskydd.[33] Som direkt följd av skandalen tvingades dåvarande VD för den svenska verksamheten, Dan Enquist, att avgå.[34] Assa Abloy fick utstå kritik för att ha visat liten förståelse för konsumentkommunikation på Internet, då snabb informationsspridning gör det allt svårare att mörka missförhållanden och felaktigheter.[31] Konsumentverket lät i februari 2009 Sveriges tekniska forskningsinstitut, SP, testa Assas entrélås Evo. Resultatet av testet visade att med ett så kallat L-järn monterat ger låset ett fullgott skydd.[35]

## Verkställande direktörer
Assa Abloy har haft följande verkställande direktörer och koncernchefer:
- 1994–2003: Carl-Henric Svanberg
- 2003–2005: Bo Dankis
- 2005–2018: Johan Molin
- 2018–: Nico Delvaux

## Samarbete med högskolor och universitet
Företaget är en av medlemmarna i Handelshögskolan i Stockholms partnerprogram för företag som bidrar finansiellt till högskolan och nära samarbetar med den vad gäller forskning och utbildning. Under 2015 gick Assa Abloy in som partner i KTH Things, en hårdvaru-hubb för företag inom området The Internet of Things.